# Thử thách Momo
Thử thách Momo (tiếng Anh: Momo Challenge) là một trò lừa bịp về một thử thách trên Internet được lan truyền bởi người dùng trên mạng xã hội Facebook và các phương tiện truyền thông như YouTube. Có thông tin cho rằng trẻ em và thanh thiếu niên đã bị lôi kéo bởi một người dùng tên là Momo để thực hiện một loạt các nhiệm vụ nguy hiểm bao gồm cả hành vi bạo lực và tự sát. Mặc dù tuyên bố rằng hiện tượng này đã đạt tỷ lệ trên toàn thế giới vào tháng 7 năm 2018, nhưng số lượng khiếu nại thực tế là tương đối nhỏ và không có lực lượng cảnh sát nào xác nhận rằng bất kỳ ai cũng bị tổn hại do hậu quả trực tiếp của nó.

## Nhân vật
Momo (phát âm tiếng Việt như là Mô-mô) là một tác phẩm điêu khắc có tên Chim mẹ, Ubume dựa trên yêu quái trong văn hoá Trung Quốc và Nhật Bản tên là Cô Hoạch Điểu 姑获鸟 của nghệ sĩ Nhật Bản Keisuke Aisawa. Hình ảnh đáng sợ của nó lần đầu xuất hiện vào năm 2016. Sau đó hình ảnh của tác phẩm này bị kẻ xấu lợi dụng. Hư cấu ra nhân vật dưới cái tên Momo là một người phụ nữ đầu người thân gà có mái tóc đen, làn da nhợt nhạt, mắt lồi như zombie sẽ có những lời nói hướng dẫn người xem cách tự tử hoặc tự làm hại bản thân. Búp bê Momo không chỉ xuất hiện trong các đoạn video làm riêng về mình mà còn được lồng ghép vào nhiều video hoạt hình của thiếu nhi như Peppa Pig, Fortnite.
Trẻ em được liên lạc trên WhatsApp bởi một tài khoản tự xưng là momo. Trẻ em được khuyến khích để cứu nhân vật và sau đó cần thực hiện các yêu cầu thử thách cũng như đảm bảo không nói với các thành viên khác trong gia đình họ. Hình dáng búp bê với đôi mắt lồi khi cho biết đó thực sự là một bức ảnh của một tác phẩm điêu khắc từ công ty hiệu ứng đặc biệt Link Factory đến từ Nhật Bản. Theo trang web văn hóa đại chúng Know Your Meme, nhân vật này đầu tiên được chú ý vào năm 2016.

## Tác động
Có vụ bé gái 12 tuổi ở Argentina tự tử nghi ngờ do tác động từ thử thách này vẫn khiến mọi người không khỏi lo lắng, một cô bé 12 tuổi (ở Ingeniero Maschwitz, Argentina) bị nghi tìm đến cái chết sau khi nhắn tin trên ứng dụng WhatsApp với tài khoản có tên Momo, cô bé được tìm thấy đã qua đời ở tư thế treo cổ trên cây ở sau nhà. Khi đó, điện thoại đang quay một đoạn video, cảnh sát cho rằng cô bé đang ghi lại hình ảnh để đăng lên mạng xã hội, xác nhận thực hiện thử thách của trò chơi, di động của cô bé đã bị hack để thu thập hình ảnh, nội dung những tin nhắn tại WhatsApp.
Một blogger Hàn Quốc đã đăng tải clip trên kênh cá nhân- CubeTV -cho thấy quá trình kết nối với Momo Japan. Theo đó, sau khi cài đặt và nhắn tin đến ứng dụng thì những hình ảnh rùng rợn, sau đó là cuộc điện thoại gọi từ Momo chứa những âm thanh kỳ lạ, trò chơi nguy hiểm này lan rộng ra nhiều nước trên thế giới, ghi nhận xuất hiện tại Argentina, Mỹ, Đức, Mexico, Pháp. Nhiều người chơi xác nhận khi tham gia vào trò chơi, họ sẽ nhận được các hình ảnh bạo lực, thậm chí là lời đe dọa nếu như không thực hiện theo thử thách. Nó hướng đến giới trẻ, đặc biệt là những người có vấn đề về tâm lý như trầm cảm, căng thẳng để khiến họ làm theo yêu cầu điên rồ.
Ở Việt Nam, trò chơi này được biết đến với sự đe doạ, hướng dẫn tự sát, tự làm hại bản thân là những gì Thử thách Momo đã và đang hướng dẫn trẻ em thông qua các clip được đăng tải trên YouTube. Trước sự xuất hiện của nội dung gây hại này, nhiều phụ huynh Việt Nam cảm thấy bất an, lo lắng vì đa số các ông bố, bà mẹ đều thừa nhận ít khi để tâm con mình xem gì trên YouTube, tuy vậy, một số ý kiến cho rằng đây có thể là thông tin đang bị cường điệu hóa. Cảnh sát ở Anh đã không báo cáo bất kỳ trường hợp trẻ em nào tự làm hại mình do meme Momo gây ra, trong khi tổ chức từ thiện Samaritans cho biết họ không biết về bất kỳ bằng chứng xác minh nào ở đất nước này hoặc xa hơn liên kết các meme Momo với việc trẻ em tự làm hại mình.

## Phản ứng
Báo cáo và nhận thức về trong Thử thách Momo bị cáo buộc đã tăng cao vào cuối tháng 2 và đầu tháng 3 năm 2019 sau khi Sở Cảnh sát Bắc Ireland (Police Service of Northern Ireland-PSNI) đăng cảnh báo công khai trên Facebook. Một số trường học tại Anh cảnh báo về trào lưu nguy hiểm trên, như Haslingden hay Newbridge đăng trên Facebook của trường với nội dung khuyến cáo phụ huynh không nên để con em tự xem YouTube một mình để tránh gặp phải "Thử thách Momo". Nhóm chuyên gia an toàn trực tuyến National Online Safety (NOS) cũng công bố thông tin về thử thách kinh dị trên và danh sách những cách để nhân viên nhà trường, phụ huynh bảo vệ con em mình.
Cảnh sát điều tra tội phạm máy tính tại Mexico cho biết về hậu quả của trò chơi này đối với người trẻ là rất lớn, bị lấy cắp thông tin cá nhân, đe dọa, tống tiền, uy hiếp thực hiện thử thách dẫn đến các vấn đề tâm lý, thậm chí là tự tử". Ở Việt Nam, Cục Phát thanh truyền hình và Thông tin điện tử có yêu cầu Google (chủ quản mạng xã hội video YouTube) gỡ bỏ và tăng cường bộ lọc, kiểm duyệt để các clip có nội dung độc hại trên không tiếp tục xuất hiện trên YouTube, yêu cầu phía Google có bộ lọc, chặn những nội dung hướng dẫn tự sát này xuất hiện trên YouTube thay vì chờ gỡ.